# Lijst van interlands Tsjecho-Slowaaks voetbalelftal 1960-1969
Deze pagina toont een chronologisch en gedetailleerd overzicht van de interlands die het Tsjecho-Slowaaks voetbalelftal heeft gespeeld in de periode 1960 – 1969.

## Interlands

### 1960
|                                                                    |                                                                             |       |            |                                                                                              |
| 1 mei Vriendschappelijk № 223 «onderlinge duels» 16:30 uur (UTC+1) | Tsjecho-Slowakije                                                           | 4 – 0 | Oostenrijk | Stadion Československé Armády, Praag Toeschouwers: 20.000 Scheidsrechter: Bengt Andrén (SWE) |
| 1 mei Vriendschappelijk № 223 «onderlinge duels» 16:30 uur (UTC+1) | Josef Masopust 12' Anton Moravčík 26' Milan Dolinský 30' Andrej Kvašňák 67' |       |            | Stadion Československé Armády, Praag Toeschouwers: 20.000 Scheidsrechter: Bengt Andrén (SWE) |

|                                                                        |          |                                        |                   |                                                                                        |
| 22 mei EK 1960 kwalificatie № 224 «onderlinge duels» 17:00 uur (UTC+2) | Roemenië | 0 – 2                                  | Tsjecho-Slowakije | Stadionul 23 August, Boekarest Toeschouwers: 61.306 Scheidsrechter: Andor Dorogi (HUN) |
| 22 mei EK 1960 kwalificatie № 224 «onderlinge duels» 17:00 uur (UTC+2) |          | 8' Josef Masopust 45' Vlastimil Bubník |                   | Stadionul 23 August, Boekarest Toeschouwers: 61.306 Scheidsrechter: Andor Dorogi (HUN) |

|                                                                        |                                             |       |          |                                                                                    |
| 29 mei EK 1960 kwalificatie № 225 «onderlinge duels» 16:30 uur (UTC+1) | Tsjecho-Slowakije                           | 3 – 0 | Roemenië | Tehelné pole, Bratislava Toeschouwers: 31.057 Scheidsrechter: Leif Gulliksen (NOR) |
| 29 mei EK 1960 kwalificatie № 225 «onderlinge duels» 16:30 uur (UTC+1) | Titus Buberník 8', 16' Vlastimil Bubník 18' |       |          | Tehelné pole, Bratislava Toeschouwers: 31.057 Scheidsrechter: Leif Gulliksen (NOR) |

| Europees kampioenschap voetbal 1960 |
| ----------------------------------- |

|                                                                        |                   |                                                         |             |                                                                              |
| 6 juli EK 1960 Halve finale № 226 «onderlinge duels» 21:30 uur (UTC+1) | Tsjecho-Slowakije | 0 – 3                                                   | Sovjet-Unie | Vélodrome, Marseille Toeschouwers: 25.184 Scheidsrechter: Cesare Jonni (ITA) |
| 6 juli EK 1960 Halve finale № 226 «onderlinge duels» 21:30 uur (UTC+1) |                   | 34', 56' Valentin Kozmitsj Ivanov 66' Viktor Ponedelnik |             | Vélodrome, Marseille Toeschouwers: 25.184 Scheidsrechter: Cesare Jonni (ITA) |

|                                                                        |                                            |       |           |                                                                             |
| 9 juli EK 1960 Troostfinale № 227 «onderlinge duels» 21:30 uur (UTC+1) | Tsjecho-Slowakije                          | 2 – 0 | Frankrijk | Vélodrome, Marseille Toeschouwers: 9.438 Scheidsrechter: Cesare Jonni (ITA) |
| 9 juli EK 1960 Troostfinale № 227 «onderlinge duels» 21:30 uur (UTC+1) | Vlastimil Bubník 58' Ladislav Pavlovič 88' |       |           | Vélodrome, Marseille Toeschouwers: 9.438 Scheidsrechter: Cesare Jonni (ITA) |

|  |  |  |  |  |  |  |  |  |

|                                                                         |                                              |       |           |                                                                                    |
| 30 oktober Vriendschappelijk № 228 «onderlinge duels» 21:30 uur (UTC+1) | Tsjecho-Slowakije                            | 4 – 0 | Nederland | Letenský Stadion, Praag Toeschouwers: 11.000 Scheidsrechter: Werner Bergmann (DDR) |
| 30 oktober Vriendschappelijk № 228 «onderlinge duels» 21:30 uur (UTC+1) | Adolf Scherer 7', 40', 57' Josef Kadraba 49' |       |           | Letenský Stadion, Praag Toeschouwers: 11.000 Scheidsrechter: Werner Bergmann (DDR) |

### 1961
|                                                                       |                                    |       |                             |                                                                                              |
| 26 maart Vriendschappelijk № 229 «onderlinge duels» 15:00 uur (UTC+1) | Tsjecho-Slowakije                  | 2 – 1 | Zweden                      | Stadion Československé Armády, Praag Toeschouwers: 25.000 Scheidsrechter: István Zsolt (HUN) |
| 26 maart Vriendschappelijk № 229 «onderlinge duels» 15:00 uur (UTC+1) | Jozef Adamec 54' Josef Kadraba 69' |       | 76' (pen.) Torbjörn Jonsson | Stadion Československé Armády, Praag Toeschouwers: 25.000 Scheidsrechter: István Zsolt (HUN) |

|                                                                       |                                     |       |                    |                                                                                  |
| 29 april Vriendschappelijk № 230 «onderlinge duels» 16:00 uur (UTC+1) | Tsjecho-Slowakije                   | 2 – 1 | Mexico             | Stadion V.Ž.K.G., Ostrava Toeschouwers: 12.000 Scheidsrechter: Józef Kowal (POL) |
| 29 april Vriendschappelijk № 230 «onderlinge duels» 16:00 uur (UTC+1) | Adolf Scherer 26' Josef Kadraba 32' |       | 45' Salvador Reyes | Stadion V.Ž.K.G., Ostrava Toeschouwers: 12.000 Scheidsrechter: Józef Kowal (POL) |

|                                                                        |                                                                             |       |           |                                                                                   |
| 14 mei WK 1962 kwalificatie № 231 «onderlinge duels» 16:00 uur (UTC+1) | Tsjecho-Slowakije                                                           | 4 – 0 | Schotland | Tehelné pole, Bratislava Toeschouwers: 48.000 Scheidsrechter: Erich Steiner (AUT) |
| 14 mei WK 1962 kwalificatie № 231 «onderlinge duels» 16:00 uur (UTC+1) | Tomáš Pospíchal 8' Andrej Kvašňák 13' Josef Kadraba 40' Tomáš Pospíchal 85' |       |           | Tehelné pole, Bratislava Toeschouwers: 48.000 Scheidsrechter: Erich Steiner (AUT) |

|                                                                      |                                                       |       |                                         |                                                                                  |
| 19 juni Vriendschappelijk № 232 «onderlinge duels» 17:30 uur (UTC+1) | Tsjecho-Slowakije                                     | 3 – 3 | Argentinië                              | Za Lužánkamistadion, Brno Toeschouwers: 40.000 Scheidsrechter: Josef Stoll (AUT) |
| 19 juni Vriendschappelijk № 232 «onderlinge duels» 17:30 uur (UTC+1) | Václav Mašek 13' Andrej Kvašňák 20' Josef Kadraba 55' |       | 5', 37' José Sanfilippo 57' Luis Artime | Za Lužánkamistadion, Brno Toeschouwers: 40.000 Scheidsrechter: Josef Stoll (AUT) |

|                                                                              |                                    |       |                                     |                                                                                 |
| 26 september WK 1962 kwalificatie № 233 «onderlinge duels» 16:30 uur (UTC+1) | Schotland                          | 3 – 2 | Tsjecho-Slowakije                   | Hampden Park, Glasgow Toeschouwers: 51.590 Scheidsrechter: Leif Gulliksen (NOR) |
| 26 september WK 1962 kwalificatie № 233 «onderlinge duels» 16:30 uur (UTC+1) | Ian St John 21' Denis Law 62', 83' |       | 6' Andrej Kvašňák 51' Adolf Scherer | Hampden Park, Glasgow Toeschouwers: 51.590 Scheidsrechter: Leif Gulliksen (NOR) |

|                                                                           |                  |       |                                          |                                                                                  |
| 8 oktober WK 1962 kwalificatie № 234 «onderlinge duels» 15:30 uur (UTC+1) | Ierland          | 1 – 3 | Tsjecho-Slowakije                        | Dalymount Park, Dublin Toeschouwers: 26.000 Scheidsrechter: Arthur Holland (ENG) |
| 8 oktober WK 1962 kwalificatie № 234 «onderlinge duels» 15:30 uur (UTC+1) | Johnny Giles 40' |       | 3' Adolf Scherer 61', 69' Andrej Kvašňák | Dalymount Park, Dublin Toeschouwers: 26.000 Scheidsrechter: Arthur Holland (ENG) |

|                                                                            | |       |                  |                                                                                               |
| 29 oktober WK 1962 kwalificatie № 235 «onderlinge duels» 14:30 uur (UTC+1) | Tsjecho-Slowakije                                                                                      | 7 – 1 | Ierland          | Stadion Československé Armády, Praag Toeschouwers: 23.312 Scheidsrechter: Bengt Lundell (SWE) |
| 29 oktober WK 1962 kwalificatie № 235 «onderlinge duels» 14:30 uur (UTC+1) | Andrej Kvašňák 8', 36' Adolf Scherer 24', 75' Josef Jelínek 30' Tomáš Pospíchal 57' Josef Masopust 61' |       | 56' Amby Fogarty | Stadion Československé Armády, Praag Toeschouwers: 23.312 Scheidsrechter: Bengt Lundell (SWE) |

|                                                                             |                                                                           |       |                      |                                                                                |
| 29 november WK 1962 kwalificatie № 236 «onderlinge duels» 14:30 uur (UTC+1) | Tsjecho-Slowakije                                                         | 4 – 2 | Schotland            | Heizelstadion, Brussel Toeschouwers: 7.976 Scheidsrechter: Gérard Versyp (BEL) |
| 29 november WK 1962 kwalificatie № 236 «onderlinge duels» 14:30 uur (UTC+1) | Jiří Hledík 70' Adolf Scherer 84' Tomáš Pospíchal 95' Andrej Kvašňák 101' |       | 38', 71' Ian St John | Heizelstadion, Brussel Toeschouwers: 7.976 Scheidsrechter: Gérard Versyp (BEL) |

### 1962
|                                                                      |                                                          |       |                   |                                                                              |
| 7 april Vriendschappelijk № 237 «onderlinge duels» 16:00 uur (UTC+1) | Zweden                                                   | 3 – 1 | Tsjecho-Slowakije | Ullevi, Göteborg Toeschouwers: 11.729 Scheidsrechter: Nikolay Latyshev (URS) |
| 7 april Vriendschappelijk № 237 «onderlinge duels» 16:00 uur (UTC+1) | Hartwig Öberg 5', 18' Harry Bild 46' Tomáš Pospíchal 86' |       |                   | Ullevi, Göteborg Toeschouwers: 11.729 Scheidsrechter: Nikolay Latyshev (URS) |

|                                                                       |                                                       |       |         |                                                                                              |
| 22 april Vriendschappelijk № 238 «onderlinge duels» 16:00 uur (UTC+1) | Tsjecho-Slowakije                                     | 3 – 1 | Uruguay | Stadion Československé Armády, Praag Toeschouwers: 45.000 Scheidsrechter: Joop Martens (NED) |
| 22 april Vriendschappelijk № 238 «onderlinge duels» 16:00 uur (UTC+1) | Josef Jelínek 11' Josef Kadraba 65' Adolf Scherer 89' |       | ?       | Stadion Československé Armády, Praag Toeschouwers: 45.000 Scheidsrechter: Joop Martens (NED) |

| Wereldkampioenschap voetbal 1962 |
| -------------------------------- |

|                                                                   |                     |       |        |                                                                                               |
| 31 mei WK 1962 Groep C № 239 «onderlinge duels» 15:00 uur (UTC−4) | Tsjecho-Slowakije   | 1 – 0 | Spanje | Estadio Sausalito, Viña del Mar Toeschouwers: 12.700 Scheidsrechter: Carl Erich Steiner (AUT) |
| 31 mei WK 1962 Groep C № 239 «onderlinge duels» 15:00 uur (UTC−4) | Jozef Štibrányi 80' |       |        | Estadio Sausalito, Viña del Mar Toeschouwers: 12.700 Scheidsrechter: Carl Erich Steiner (AUT) |

|                                                                   |          |       |                   |                                                                                            |
| 2 juni WK 1962 Groep C № 240 «onderlinge duels» 15:00 uur (UTC−4) | Brazilië | 0 – 0 | Tsjecho-Slowakije | Estadio Sausalito, Viña del Mar Toeschouwers: 14.903 Scheidsrechter: Pierre Schwinte (FRA) |
| 2 juni WK 1962 Groep C № 240 «onderlinge duels» 15:00 uur (UTC−4) |          |       |                   | Estadio Sausalito, Viña del Mar Toeschouwers: 14.903 Scheidsrechter: Pierre Schwinte (FRA) |

|                                                                   |                                                                     |       |                   |                                                                                             |
| 7 juni WK 1962 Groep C № 241 «onderlinge duels» 15:00 uur (UTC−4) | Mexico                                                              | 3 – 1 | Tsjecho-Slowakije | Estadio Sausalito, Viña del Mar Toeschouwers: 10.648 Scheidsrechter: Gottfried Dienst (SUI) |
| 7 juni WK 1962 Groep C № 241 «onderlinge duels» 15:00 uur (UTC−4) | Isidoro Díaz 12' Alfredo del Águila 29' Héctor Hernández 90' (pen.) |       | 1' Václav Mašek   | Estadio Sausalito, Viña del Mar Toeschouwers: 10.648 Scheidsrechter: Gottfried Dienst (SUI) |

|                                                                        |                   |       |           |                                                                                           |
| 10 juni WK 1962 Kwartfinale № 242 «onderlinge duels» 14:30 uur (UTC−4) | Tsjecho-Slowakije | 1 – 0 | Hongarije | Estadio El Teniente, Rancagua Toeschouwers: 11.690 Scheidsrechter: Nikolay Latyshev (URS) |
| 10 juni WK 1962 Kwartfinale № 242 «onderlinge duels» 14:30 uur (UTC−4) | Adolf Scherer 13' |       |           | Estadio El Teniente, Rancagua Toeschouwers: 11.690 Scheidsrechter: Nikolay Latyshev (URS) |

|                                                                         |                                                 |       |                     |                                                                                            |
| 13 juni WK 1962 Halve finale № 243 «onderlinge duels» 14:30 uur (UTC−4) | Tsjecho-Slowakije                               | 3 – 1 | Joegoslavië         | Estadio Sausalito, Viña del Mar Toeschouwers: 5.890 Scheidsrechter: Gottfried Dienst (SUI) |
| 13 juni WK 1962 Halve finale № 243 «onderlinge duels» 14:30 uur (UTC−4) | Josef Kadraba 48' Adolf Scherer 80', 84' (pen.) |       | 69' Dražan Jerković | Estadio Sausalito, Viña del Mar Toeschouwers: 5.890 Scheidsrechter: Gottfried Dienst (SUI) |

|                                                                   |                                                    |       |                    |                                                                                        |
| 17 juni WK 1962 Finale № 244 «onderlinge duels» 14:30 uur (UTC−4) | Brazilië                                           | 3 – 1 | Tsjecho-Slowakije  | Estadio Nacional, Santiago Toeschouwers: 68.679 Scheidsrechter: Nikolay Latyshev (URS) |
| 17 juni WK 1962 Finale № 244 «onderlinge duels» 14:30 uur (UTC−4) | Amarildo Tavares da Silveira 17' Zito 69' Vavá 78' |       | 15' Josef Masopust | Estadio Nacional, Santiago Toeschouwers: 68.679 Scheidsrechter: Nikolay Latyshev (URS) |

|  |  |  |  |  |  |  |  |  |

|                                                                           |            |                                                                                    |                   |                                                                                 |
| 16 september Vriendschappelijk № 245 «onderlinge duels» 15:00 uur (UTC+1) | Oostenrijk | 0 – 6                                                                              | Tsjecho-Slowakije | Praterstadion, Wenen Toeschouwers: 76.000 Scheidsrechter: Pierre Schwinte (FRA) |
| 16 september Vriendschappelijk № 245 «onderlinge duels» 15:00 uur (UTC+1) |            | 14', 65' Rudolf Kučera 21', 32' Josef Masopust 55' Adolf Scherer 79' Josef Kadraba |                   | Praterstadion, Wenen Toeschouwers: 76.000 Scheidsrechter: Pierre Schwinte (FRA) |

|                                                                         |                                |       |                   |                                                                                       |
| 28 oktober Vriendschappelijk № 246 «onderlinge duels» 14:30 uur (UTC+1) | Tsjecho-Slowakije              | 2 – 1 | Polen             | Tehelné pole, Bratislava Toeschouwers: 20.000 Scheidsrechter: Dimitar Rumenchev (BUL) |
| 28 oktober Vriendschappelijk № 246 «onderlinge duels» 14:30 uur (UTC+1) | Jan Lála 39' Adolf Scherer 43' |       | 87' Roman Lentner | Tehelné pole, Bratislava Toeschouwers: 20.000 Scheidsrechter: Dimitar Rumenchev (BUL) |

|                                                                             |                                            |       |                   |                                                                                                |
| 21 november EK 1964 kwalificatie № 247 «onderlinge duels» 14:00 uur (UTC+1) | DDR                                        | 2 – 1 | Tsjecho-Slowakije | Walter-Ulbricht-Stadion, Oost-Berlijn Toeschouwers: 22.077 Scheidsrechter: Sergey Alimov (URS) |
| 21 november EK 1964 kwalificatie № 247 «onderlinge duels» 14:00 uur (UTC+1) | Dieter Erler 60' Kurt Liebrecht 80' (pen.) |       | 90' Rudolf Kučera | Walter-Ulbricht-Stadion, Oost-Berlijn Toeschouwers: 22.077 Scheidsrechter: Sergey Alimov (URS) |

### 1963
|                                                                          |                   |       |                 |                                                                                             |
| 31 maart EK 1964 kwalificatie № 248 «onderlinge duels» 14:00 uur (UTC+1) | Tsjecho-Slowakije | 1 – 1 | DDR             | Stadion Československé Armády, Praag Toeschouwers: 19.504 Scheidsrechter: Gyula Balla (HUN) |
| 31 maart EK 1964 kwalificatie № 248 «onderlinge duels» 14:00 uur (UTC+1) | Václav Mašek 66'  |       | 85' Peter Ducke | Stadion Československé Armády, Praag Toeschouwers: 19.504 Scheidsrechter: Gyula Balla (HUN) |

|                                                                       |                           |       |                   |                                                                                 |
| 24 april Vriendschappelijk № 249 «onderlinge duels» 19:00 uur (UTC+1) | Oostenrijk                | 3 – 1 | Tsjecho-Slowakije | Praterstadion, Wenen Toeschouwers: 76.000 Scheidsrechter: Pierre Schwinte (FRA) |
| 24 april Vriendschappelijk № 249 «onderlinge duels» 19:00 uur (UTC+1) | Horst Nemec 48', 69', 70' |       | 68' Václav Mašek  | Praterstadion, Wenen Toeschouwers: 76.000 Scheidsrechter: Pierre Schwinte (FRA) |

|                                                                       |                    |       |                   | |
| 28 april Vriendschappelijk № 250 «onderlinge duels» 17:00 uur (UTC+2) | Bulgarije          | 1 – 0 | Tsjecho-Slowakije | Vasil Levski Nationaal Stadion, Sofia Toeschouwers: 50.000 Scheidsrechter: Aleksandar Škorić (YUG) |
| 28 april Vriendschappelijk № 250 «onderlinge duels» 17:00 uur (UTC+2) | Dimitr Yakimov 28' |       |                   | Vasil Levski Nationaal Stadion, Sofia Toeschouwers: 50.000 Scheidsrechter: Aleksandar Škorić (YUG) |

|                                                                     |                                     |       |                                                           |                                                                                 |
| 29 mei Vriendschappelijk № 251 «onderlinge duels» 17:00 uur (UTC+1) | Tsjecho-Slowakije                   | 2 – 4 | Engeland                                                  | Tehelné pole, Bratislava Toeschouwers: 50.000 Scheidsrechter: Bertil Lööw (SWE) |
| 29 mei Vriendschappelijk № 251 «onderlinge duels» 17:00 uur (UTC+1) | Adolf Scherer 52' Josef Kadraba 72' |       | 18', 81' Jimmy Greaves 45' Bobby Smith 71' Bobby Charlton | Tehelné pole, Bratislava Toeschouwers: 50.000 Scheidsrechter: Bertil Lööw (SWE) |

|                                                                     |                                      |       |                                   |                                                                                             |
| 2 juni Vriendschappelijk № 252 «onderlinge duels» 17:00 uur (UTC+1) | Tsjecho-Slowakije                    | 2 – 2 | Hongarije                         | Stadion Československé Armády, Praag Toeschouwers: 32.000 Scheidsrechter: Piet Roomer (NED) |
| 2 juni Vriendschappelijk № 252 «onderlinge duels» 17:00 uur (UTC+1) | Adolf Scherer 21' Andrej Kvašňák 80' |       | 68' Lajos Tichy 70' Ferenc Machos | Stadion Československé Armády, Praag Toeschouwers: 32.000 Scheidsrechter: Piet Roomer (NED) |

|                                                                         |                                      |       |                   |                                                                                     |
| 3 november Vriendschappelijk № 253 «onderlinge duels» 14:15 uur (UTC+1) | Joegoslavië                          | 2 – 0 | Tsjecho-Slowakije | Maksimirstadion, Zagreb Toeschouwers: 40.000 Scheidsrechter: Ryszard Banasiuk (POL) |
| 3 november Vriendschappelijk № 253 «onderlinge duels» 14:15 uur (UTC+1) | Slaven Zambata 50' Josip Skoblar 54' |       |                   | Maksimirstadion, Zagreb Toeschouwers: 40.000 Scheidsrechter: Ryszard Banasiuk (POL) |

### 1964
|                                                                       |        |       |                   |                                                                                               |
| 11 april Vriendschappelijk № 254 «onderlinge duels» 16:30 uur (UTC+1) | Italië | 0 – 0 | Tsjecho-Slowakije | Stadio Comunale, Florence Toeschouwers: 47.000 Scheidsrechter: José González Echeverría (ESP) |
| 11 april Vriendschappelijk № 254 «onderlinge duels» 16:30 uur (UTC+1) |        |       |                   | Stadio Comunale, Florence Toeschouwers: 47.000 Scheidsrechter: José González Echeverría (ESP) |

|                                                                       |                                    |       |                                                          |                                                                                                |
| 29 april Vriendschappelijk № 255 «onderlinge duels» 17:30 uur (UTC+1) | West-Duitsland                     | 3 – 4 | Tsjecho-Slowakije                                        | Südweststadion, Ludwigshafen am Rhein Toeschouwers: 60.000 Scheidsrechter: Joseph Hannet (BEL) |
| 29 april Vriendschappelijk № 255 «onderlinge duels» 17:30 uur (UTC+1) | Uwe Seeler 2', 89' Rolf Geiger 55' |       | 22' Tomáš Pospíchal 27', 40' Ivan Mráz 86' Adolf Scherer | Südweststadion, Ludwigshafen am Rhein Toeschouwers: 60.000 Scheidsrechter: Joseph Hannet (BEL) |

|                                                                     |                                 |       |                                                            |                                                                                             |
| 17 mei Vriendschappelijk № 256 «onderlinge duels» 17:00 uur (UTC+1) | Tsjecho-Slowakije               | 2 – 3 | Joegoslavië                                                | Stadion Československé Armády, Praag Toeschouwers: 15.000 Scheidsrechter: Fritz Mayer (AUT) |
| 17 mei Vriendschappelijk № 256 «onderlinge duels» 17:00 uur (UTC+1) | Vojtech Masný 55' Ivan Mráz 83' |       | 25' Josip Skoblar 36' Spasoje Samardžić 72' Slaven Zambata | Stadion Československé Armády, Praag Toeschouwers: 15.000 Scheidsrechter: Fritz Mayer (AUT) |

|                                                                           |                      |       |                   |                                                                                                 |
| 13 september Vriendschappelijk № 257 «onderlinge duels» 12:00 uur (UTC+2) | Polen                | 2 – 1 | Tsjecho-Slowakije | Stadion Dziesięciolecia, Warschau Toeschouwers: 50.000 Scheidsrechter: Nicolae Mihăilescu (ROU) |
| 13 september Vriendschappelijk № 257 «onderlinge duels» 12:00 uur (UTC+2) | Ernest Pohl 25', 53' |       | 28' Václav Mašek  | Stadion Dziesięciolecia, Warschau Toeschouwers: 50.000 Scheidsrechter: Nicolae Mihăilescu (ROU) |

|                                                                         |                         |       |                          |                                                                                     |
| 11 oktober Vriendschappelijk № 258 «onderlinge duels» 15:00 uur (UTC+1) | Hongarije               | 2 – 2 | Tsjecho-Slowakije        | Népstadion, Boedapest Toeschouwers: 60.000 Scheidsrechter: Konstantin Zečević (YUG) |
| 11 oktober Vriendschappelijk № 258 «onderlinge duels» 15:00 uur (UTC+1) | Flórián Albert 17', 53' |       | 25', 70' Tomáš Pospíchal | Népstadion, Boedapest Toeschouwers: 60.000 Scheidsrechter: Konstantin Zečević (YUG) |

### 1965
|                                                                          |                   |             |          |                                                                                    |
| 25 april WK 1966 kwalificatie № 259 «onderlinge duels» 16:00 uur (UTC+1) | Tsjecho-Slowakije | 0 – 1       | Portugal | Tehelné pole, Bratislava Toeschouwers: 56.975 Scheidsrechter: Atanas Stavrev (BUL) |
| 25 april WK 1966 kwalificatie № 259 «onderlinge duels» 16:00 uur (UTC+1) |                   | 20' Eusébio |          | Tehelné pole, Bratislava Toeschouwers: 56.975 Scheidsrechter: Atanas Stavrev (BUL) |

|                                                                        |                     |       |                   |                                                                                        |
| 30 mei WK 1966 kwalificatie № 260 «onderlinge duels» 17:00 uur (UTC+2) | Roemenië            | 1 – 0 | Tsjecho-Slowakije | Stadionul 23 August, Boekarest Toeschouwers: 44.615 Scheidsrechter: Fritz Köpcke (DDR) |
| 30 mei WK 1966 kwalificatie № 260 «onderlinge duels» 17:00 uur (UTC+2) | Viorel Mateianu 34' |       |                   | Stadionul 23 August, Boekarest Toeschouwers: 44.615 Scheidsrechter: Fritz Köpcke (DDR) |

|                                                                            |                                                                 |       |             | |
| 19 september WK 1966 kwalificatie № 261 «onderlinge duels» 16:00 uur (UTC) | Tsjecho-Slowakije                                               | 3 – 1 | Roemenië    | Stadion Československé Armády, Praag Toeschouwers: 7.324 Scheidsrechter: Włodzimierz Storoniak (POL) |
| 19 september WK 1966 kwalificatie № 261 «onderlinge duels» 16:00 uur (UTC) | Bujor Hălmăgeanu 3' (e.d.) František Knebort 66' Karol Jokl 89' |       | 23' Dan Coe | Stadion Československé Armády, Praag Toeschouwers: 7.324 Scheidsrechter: Włodzimierz Storoniak (POL) |

|                                                                           |         |                                                                                   |                   |                                                                                      |
| 9 oktober WK 1966 kwalificatie № 262 «onderlinge duels» 15:30 uur (UTC+2) | Turkije | 0 – 6                                                                             | Tsjecho-Slowakije | Ali Sami Yenstadion, Istanbul Toeschouwers: 12.727 Scheidsrechter: Raoul Righi (ITA) |
| 9 oktober WK 1966 kwalificatie № 262 «onderlinge duels» 15:30 uur (UTC+2) |         | 20', 70' Karol Jokl 40', 54' František Knebort 45' Andrej Kvašňák 61' Dušan Kabát |                   | Ali Sami Yenstadion, Istanbul Toeschouwers: 12.727 Scheidsrechter: Raoul Righi (ITA) |

|                                                                          |          |       |                   |                                                                              |
| 31 oktober WK 1966 kwalificatie № 263 «onderlinge duels» 15:00 uur (UTC) | Portugal | 0 – 0 | Tsjecho-Slowakije | Estádio das Antas, Porto Toeschouwers: 31.432 Scheidsrechter: Leo Horn (NED) |
| 31 oktober WK 1966 kwalificatie № 263 «onderlinge duels» 15:00 uur (UTC) |          |       |                   | Estádio das Antas, Porto Toeschouwers: 31.432 Scheidsrechter: Leo Horn (NED) |

|                                                                             |                                         |       |                       |                                                                                    |
| 21 november WK 1966 kwalificatie № 264 «onderlinge duels» 14:00 uur (UTC+1) | Tsjecho-Slowakije                       | 3 – 1 | Turkije               | Za Lužánkamistadion, Brno Toeschouwers: 3.133 Scheidsrechter: Lajos Aranyosi (HUN) |
| 21 november WK 1966 kwalificatie № 264 «onderlinge duels» 14:00 uur (UTC+1) | Ivan Mráz 3', 15' Alexander Horváth 69' |       | 8' Ayhan Elmastaşoğlu | Za Lužánkamistadion, Brno Toeschouwers: 3.133 Scheidsrechter: Lajos Aranyosi (HUN) |

### 1966
|                                                                     |                   |       |                             |                                                                                    |
| 18 mei Vriendschappelijk № 265 «onderlinge duels» 17:00 uur (UTC+1) | Tsjecho-Slowakije | 1 – 2 | Sovjet-Unie                 | Letenský Stadion, Praag Toeschouwers: 15.000 Scheidsrechter: Pierre Schwinte (FRA) |
| 18 mei Vriendschappelijk № 265 «onderlinge duels» 17:00 uur (UTC+1) | Jozef Adamec 59'  |       | 45', 79' Anatoli Banişevski | Letenský Stadion, Praag Toeschouwers: 15.000 Scheidsrechter: Pierre Schwinte (FRA) |

|                                                                   |              |       |                   |                                                                                    |
| 12 juni Vriendschappelijk № 266 «onderlinge duels» 00 uur (UTC−3) | Brazilië     | 2 – 1 | Tsjecho-Slowakije | Maracanã, Rio de Janeiro Toeschouwers: 82.796 Scheidsrechter: Archie Webster (SCO) |
| 12 juni Vriendschappelijk № 266 «onderlinge duels» 00 uur (UTC−3) | Pelé 4', 26' |       | 83' Vojtech Masný | Maracanã, Rio de Janeiro Toeschouwers: 82.796 Scheidsrechter: Archie Webster (SCO) |

|                                                                      |                   |       |                                           |                                                                                  |
| 15 juni Vriendschappelijk № 267 «onderlinge duels» 21:30 uur (UTC−3) | Brazilië          | 2 – 2 | Tsjecho-Slowakije                         | Maracanã, Rio de Janeiro Toeschouwers: 102.462 Scheidsrechter: Willie Syme (SCO) |
| 15 juni Vriendschappelijk № 267 «onderlinge duels» 21:30 uur (UTC−3) | Pelé 16' Zito 45' |       | 16' (pen.) Ján Popluhár 30' Juraj Szikora | Maracanã, Rio de Janeiro Toeschouwers: 102.462 Scheidsrechter: Willie Syme (SCO) |

|                                                                         |                   |       |                   |                                                                                   |
| 19 oktober Vriendschappelijk № 268 «onderlinge duels» 17:30 uur (UTC+1) | Joegoslavië       | 1 – 0 | Tsjecho-Slowakije | JNA Stadion, Belgrado Toeschouwers: 10.000 Scheidsrechter: Eduard Babauczek (AUT) |
| 19 oktober Vriendschappelijk № 268 «onderlinge duels» 17:30 uur (UTC+1) | Dragan Džajić 19' |       |                   | JNA Stadion, Belgrado Toeschouwers: 10.000 Scheidsrechter: Eduard Babauczek (AUT) |

|                                                                       |          |       |                   |                                                                                |
| 2 november Vriendschappelijk № 269 «onderlinge duels» 19:45 uur (UTC) | Engeland | 0 – 0 | Tsjecho-Slowakije | Wembley Stadium, Londen Toeschouwers: 75.000 Scheidsrechter: Piet Roomer (NED) |
| 2 november Vriendschappelijk № 269 «onderlinge duels» 19:45 uur (UTC) |          |       |                   | Wembley Stadium, Londen Toeschouwers: 75.000 Scheidsrechter: Piet Roomer (NED) |

|                                                                         |                 |       |                                  |                                                                                       |
| 6 november Vriendschappelijk № 270 «onderlinge duels» 14:30 uur (UTC+1) | Nederland       | 1 – 2 | Tsjecho-Slowakije                | Olympisch Stadion, Amsterdam Toeschouwers: 52.000 Scheidsrechter: Rudi Glöckner (DDR) |
| 6 november Vriendschappelijk № 270 «onderlinge duels» 14:30 uur (UTC+1) | Sjaak Swart 51' |       | 27' Ján Geleta 54' Ivan Hrdlička | Olympisch Stadion, Amsterdam Toeschouwers: 52.000 Scheidsrechter: Rudi Glöckner (DDR) |

### 1967
|                                                                    |                   |       |                              |                                                                                   |
| 3 mei Vriendschappelijk № 271 «onderlinge duels» 20:00 uur (UTC+1) | Zwitserland       | 1 – 2 | Tsjecho-Slowakije            | St. Jakob-Park, Bazel Toeschouwers: 20.643 Scheidsrechter: Kurt Tschenscher (FRG) |
| 3 mei Vriendschappelijk № 271 «onderlinge duels» 20:00 uur (UTC+1) | Karl Odermatt 34' |       | 3' Ján Geleta 53' Karol Jokl | St. Jakob-Park, Bazel Toeschouwers: 20.643 Scheidsrechter: Kurt Tschenscher (FRG) |

|                                                                        |         |                                     |                   |                                                                                |
| 21 mei EK 1968 kwalificatie № 272 «onderlinge duels» 15:30 uur (UTC+1) | Ierland | 0 – 2                               | Tsjecho-Slowakije | Dalymount Park, Dublin Toeschouwers: 6.257 Scheidsrechter: Robert Schaut (BEL) |
| 21 mei EK 1968 kwalificatie № 272 «onderlinge duels» 15:30 uur (UTC+1) |         | 16' Juraj Szikora 47' Vojtech Masný |                   | Dalymount Park, Dublin Toeschouwers: 6.257 Scheidsrechter: Robert Schaut (BEL) |

|                                                                         |                                          |       |         |                                                                                   |
| 18 juni EK 1968 kwalificatie № 273 «onderlinge duels» 17:00 uur (UTC+1) | Tsjecho-Slowakije                        | 3 – 0 | Turkije | Tehelné pole, Bratislava Toeschouwers: 17.839 Scheidsrechter: Paul Schiller (AUT) |
| 18 juni EK 1968 kwalificatie № 273 «onderlinge duels» 17:00 uur (UTC+1) | Jozef Adamec 25', 70' Josef Jurkanin 74' |       |         | Tehelné pole, Bratislava Toeschouwers: 17.839 Scheidsrechter: Paul Schiller (AUT) |

|                                                                           |                       |       |        |                                                                                    |
| 1 oktober EK 1968 kwalificatie № 274 «onderlinge duels» 15:00 uur (UTC+1) | Tsjecho-Slowakije     | 1 – 0 | Spanje | Stadion Eden, Praag Toeschouwers: 20.534 Scheidsrechter: Gerhard Schulenburg (FRG) |
| 1 oktober EK 1968 kwalificatie № 274 «onderlinge duels» 15:00 uur (UTC+1) | Alexander Horváth 47' |       |        | Stadion Eden, Praag Toeschouwers: 20.534 Scheidsrechter: Gerhard Schulenburg (FRG) |

|                                                                            |                      |       |                   |                                                                                                |
| 22 oktober EK 1968 kwalificatie № 275 «onderlinge duels» 20:00 uur (UTC+1) | Spanje               | 2 – 1 | Tsjecho-Slowakije | Estadio Santiago Bernabéu, Madrid Toeschouwers: 25.314 Scheidsrechter: Antonio Sbardella (ITA) |
| 22 oktober EK 1968 kwalificatie № 275 «onderlinge duels» 20:00 uur (UTC+1) | Pirri 32' Gárate 60' |       | 75' Ladislav Kuna | Estadio Santiago Bernabéu, Madrid Toeschouwers: 25.314 Scheidsrechter: Antonio Sbardella (ITA) |

|                                                                             |         |       |                   |                                                                                              |
| 15 november EK 1968 kwalificatie № 276 «onderlinge duels» 18:30 uur (UTC+2) | Turkije | 0 – 0 | Tsjecho-Slowakije | Ankara 19 Mayısstadion, Ankara Toeschouwers: 19.760 Scheidsrechter: Nicolae Mihăilescu (ROU) |
| 15 november EK 1968 kwalificatie № 276 «onderlinge duels» 18:30 uur (UTC+2) |         |       |                   | Ankara 19 Mayısstadion, Ankara Toeschouwers: 19.760 Scheidsrechter: Nicolae Mihăilescu (ROU) |

|                                                                             |                         |       |                                      |                                                                            |
| 22 november EK 1968 kwalificatie № 277 «onderlinge duels» 14:00 uur (UTC+1) | Tsjecho-Slowakije       | 1 – 2 | Ierland                              | Stadion Eden, Praag Toeschouwers: 7.615 Scheidsrechter: Erwin Vetter (DDR) |
| 22 november EK 1968 kwalificatie № 277 «onderlinge duels» 14:00 uur (UTC+1) | John Dempsey 58' (e.d.) |       | 65' Ray Treacy 86' Turlough O'Connor | Stadion Eden, Praag Toeschouwers: 7.615 Scheidsrechter: Erwin Vetter (DDR) |

### 1968
|                                                                       |                                                  |       |             |                                                                                    |
| 27 april Vriendschappelijk № 278 «onderlinge duels» 16:30 uur (UTC+1) | Tsjecho-Slowakije                                | 3 – 0 | Joegoslavië | Tehelné pole, Bratislava Toeschouwers: 25.000 Scheidsrechter: Todor Bechirov (BUL) |
| 27 april Vriendschappelijk № 278 «onderlinge duels» 16:30 uur (UTC+1) | Ladislav Kuna 5' Karol Jokl 31' Jozef Adamec 50' |       |             | Tehelné pole, Bratislava Toeschouwers: 25.000 Scheidsrechter: Todor Bechirov (BUL) |

|                                                                      |                                       |       |                             |                                                                                  |
| 23 juni Vriendschappelijk № 279 «onderlinge duels» 17:00 uur (UTC+1) | Tsjecho-Slowakije                     | 3 – 2 | Brazilië                    | Tehelné pole, Bratislava Toeschouwers: 60.000 Scheidsrechter: Helmut Fritz (FRG) |
| 23 juni Vriendschappelijk № 279 «onderlinge duels» 17:00 uur (UTC+1) | Jozef Adamec 5' Jozef Adamec 58', 70' |       | 4' Natal 32' Carlos Alberto | Tehelné pole, Bratislava Toeschouwers: 60.000 Scheidsrechter: Helmut Fritz (FRG) |

|                                                                              |            |                                                      |                   |                                                                                                |
| 25 september WK 1970 kwalificatie № 280 «onderlinge duels» 19:00 uur (UTC+1) | Denemarken | 0 – 3                                                | Tsjecho-Slowakije | Københavns Idrætspark, Kopenhagen Toeschouwers: 30.258 Scheidsrechter: Martti Hirviniemi (FIN) |
| 25 september WK 1970 kwalificatie № 280 «onderlinge duels» 19:00 uur (UTC+1) |            | 12' Karol Jokl 22' Ladislav Kuna 81' Vladimír Hagara |                   | Københavns Idrætspark, Kopenhagen Toeschouwers: 30.258 Scheidsrechter: Martti Hirviniemi (FIN) |

|                                                                            |                   |       |            |                                                                                   |
| 20 oktober WK 1970 kwalificatie № 281 «onderlinge duels» 14:30 uur (UTC+1) | Tsjecho-Slowakije | 1 – 0 | Denemarken | Tehelné pole, Bratislava Toeschouwers: 14.249 Scheidsrechter: Anton Bucheli (SUI) |
| 20 oktober WK 1970 kwalificatie № 281 «onderlinge duels» 14:30 uur (UTC+1) | Karol Jokl 56'    |       |            | Tehelné pole, Bratislava Toeschouwers: 14.249 Scheidsrechter: Anton Bucheli (SUI) |

### 1969
|                                                                       |                          |       |                   |                                                                                   |
| 16 april Vriendschappelijk № 282 «onderlinge duels» 20:30 uur (UTC+1) | Nederland                | 2 – 0 | Tsjecho-Slowakije | De Kuip, Rotterdam Toeschouwers: 12.000 Scheidsrechter: Gerhard Schulenburg (FRG) |
| 16 april Vriendschappelijk № 282 «onderlinge duels» 20:30 uur (UTC+1) | Sjaak Roggeveen 81', 85' |       |                   | De Kuip, Rotterdam Toeschouwers: 12.000 Scheidsrechter: Gerhard Schulenburg (FRG) |

|                                                                       |                   |       |                                  |                                                                                            |
| 4 mei WK 1970 kwalificatie № 283 «onderlinge duels» 15:30 uur (UTC+1) | Ierland           | 1 – 2 | Tsjecho-Slowakije                | Dalymount Park, Dublin Toeschouwers: 32.002 Scheidsrechter: António Saldanha Ribeiro (POR) |
| 4 mei WK 1970 kwalificatie № 283 «onderlinge duels» 15:30 uur (UTC+1) | Eamonn Rogers 15' |       | 51' Dušan Kabát 70' Jozef Adamec | Dalymount Park, Dublin Toeschouwers: 32.002 Scheidsrechter: António Saldanha Ribeiro (POR) |

|                                                                        |                                    |       |                   |                                                                              |
| 25 mei WK 1970 kwalificatie № 284 «onderlinge duels» 17:30 uur (UTC+1) | Hongarije                          | 2 – 0 | Tsjecho-Slowakije | Népstadion, Boedapest Toeschouwers: 72.938 Scheidsrechter: Aurel Bentu (ROU) |
| 25 mei WK 1970 kwalificatie № 284 «onderlinge duels» 17:30 uur (UTC+1) | Antal Dunai 12' Flórián Albert 89' |       |                   | Népstadion, Boedapest Toeschouwers: 72.938 Scheidsrechter: Aurel Bentu (ROU) |

|                                                                              |                                                          |       |                                                    |                                                                                     |
| 14 september WK 1970 kwalificatie № 285 «onderlinge duels» 16:00 uur (UTC+1) | Tsjecho-Slowakije                                        | 3 – 3 | Hongarije                                          | Letenský Stadion, Praag Toeschouwers: 33.907 Scheidsrechter: Kurt Tschenscher (FRG) |
| 14 september WK 1970 kwalificatie № 285 «onderlinge duels» 16:00 uur (UTC+1) | Vladimír Hagara 26' Andrej Kvašňák 51' Ladislav Kuna 75' |       | 10' Ferenc Bene 37' Antal Dunai 49' László Fazekas | Letenský Stadion, Praag Toeschouwers: 33.907 Scheidsrechter: Kurt Tschenscher (FRG) |

|                                                                           |                           |       |         |                                                                                      |
| 7 oktober WK 1970 kwalificatie № 286 «onderlinge duels» 18:00 uur (UTC+1) | Tsjecho-Slowakije         | 3 – 0 | Ierland | Letenský Stadion, Praag Toeschouwers: 32.879 Scheidsrechter: Concetto Lo Bello (ITA) |
| 7 oktober WK 1970 kwalificatie № 286 «onderlinge duels» 18:00 uur (UTC+1) | Jozef Adamec 9', 39', 45' |       |         | Letenský Stadion, Praag Toeschouwers: 32.879 Scheidsrechter: Concetto Lo Bello (ITA) |

|                                                                            |                                                                                |       |                         |                                                                             |
| 3 december WK 1970 kwalificatie № 287 «onderlinge duels» 20:00 uur (UTC+1) | Tsjecho-Slowakije                                                              | 4 – 1 | Hongarije               | Vélodrome, Marseille Toeschouwers: 7.857 Scheidsrechter: Roger Machin (FRA) |
| 3 december WK 1970 kwalificatie № 287 «onderlinge duels» 20:00 uur (UTC+1) | Andrej Kvašňák 43' (pen.) František Veselý 60' Jozef Adamec 65' Karol Jokl 80' |       | 90' (pen.) Lajos Kocsis | Vélodrome, Marseille Toeschouwers: 7.857 Scheidsrechter: Roger Machin (FRA) |

UEFA: Albanië · België · Bulgarije · Cyprus · Denemarken · West-Duitsland · Duitse Democratische Republiek · Engeland · Finland · Frankrijk · Griekenland · Hongarije · Ierland · IJsland · Italië · Joegoslavië · Luxemburg · Malta · Nederland · Noord-Ierland · Noorwegen · Oostenrijk · Polen · Portugal · Roemenië · Schotland · Sovjet-Unie · Spanje · Tsjecho-Slowakije · Turkije · Wales · Zweden · Zwitserland

CAF: Madagaskar AFC: Israël

Nationale bond · A-internationals · Bondscoaches · Statistieken · Tsjecho-Slowaaks vrouwenelftal · Tsjecho-Slowakije U16 · Tsjecho-Slowakije U17 · Tsjecho-Slowakije U18 · Tsjecho-Slowakije U21
1920 – 1929 · 
1930 – 1939 · 
1940 – 1949 · 
1950 – 1959 · 
1960 – 1969 · 
1970 – 1979 · 
1980 – 1989 · 
1990 – 1993
EK 1960 · 
EK 1976 · 
EK 1980
WK 1934 · 
WK 1938 · 
WK 1954 · 
WK 1958 · 
WK 1962 · 
WK 1970 · 
WK 1982 · 
WK 1990
OS 1920 · 
OS 1924 · 
OS 1964 · 
OS 1968 · 
OS 1980
1920 · 
1921 · 
1922 · 
1923 · 
1924 · 
1925 · 
1926 · 
1927 · 
1928 · 
1929 · 
1930 · 
1931 · 
1932 · 
1933 · 
1934 · 
1935 · 
1936 · 
1937 · 
1938 · 
1939 · 
1940 · 
1941 · 
1942 · 
1943 · 
1944 · 
1945 · 
1946 · 
1947 · 
1948 · 
1949 · 
1950 · 
1952 · 
1952 · 
1953 · 
1954 · 
1955 · 
1956 · 
1957 · 
1958 · 
1959 · 
1960 · 
1961 · 
1962 · 
1963 · 
1964 · 
1965 · 
1966 · 
1967 · 
1968 · 
1969 · 
1970 · 
1971 · 
1972 · 
1973 · 
1974 · 
1975 · 
1976 · 
1977 · 
1978 · 
1979 · 
1980 · 
1981 · 
1982 · 
1983 · 
1984 · 
1985 · 
1986 · 
1987 · 
1988 · 
1989 · 
1990 · 
1991 · 
1992 · 
1993
Albanië ·
Argentinië ·
Australië ·
België ·
Bolivia ·
Brazilië ·
Bulgarije ·
Chili ·
Colombia ·
Costa Rica ·
Cyprus ·
DDR ·
Denemarken ·
Duitsland ·
Egypte ·
Engeland ·
Faeröer ·
Finland ·
Frankrijk ·
Griekenland ·
Hongarije ·
Ierland ·
IJsland ·
Iran ·
Italië ·
Joegoslavië ·
Koeweit ·
Luxemburg ·
Malta ·
Mexico ·
Nederland ·
Noord-Ierland ·
Noorwegen ·
Oostenrijk ·
Polen ·
Portugal ·
Roemenië ·
Schotland ·
Sovjet-Unie ·
Spanje ·
Turkije ·
Uruguay ·
Verenigde Staten ·
Wales ·
Zweden ·
Zwitserland
Brazilië (1962) · 
Engeland (1982) · 
Frankrijk (1982) · 
Koeweit (1982) ·
West-Duitsland (1976)